# (2634) James Bradley
(2634) James Bradley est un astéroïde de la ceinture principale.

## Description
(2634) James Bradley est un astéroïde de la ceinture principale. Il fut découvert le 21 février 1982 à la station Anderson Mesa par Edward L. G. Bowell. Il présente une orbite caractérisée par un demi-grand axe de 3,46 UA, une excentricité de 0,05 et une inclinaison de 6,4° par rapport à l'écliptique.

## Compléments